# Linea Ōminato

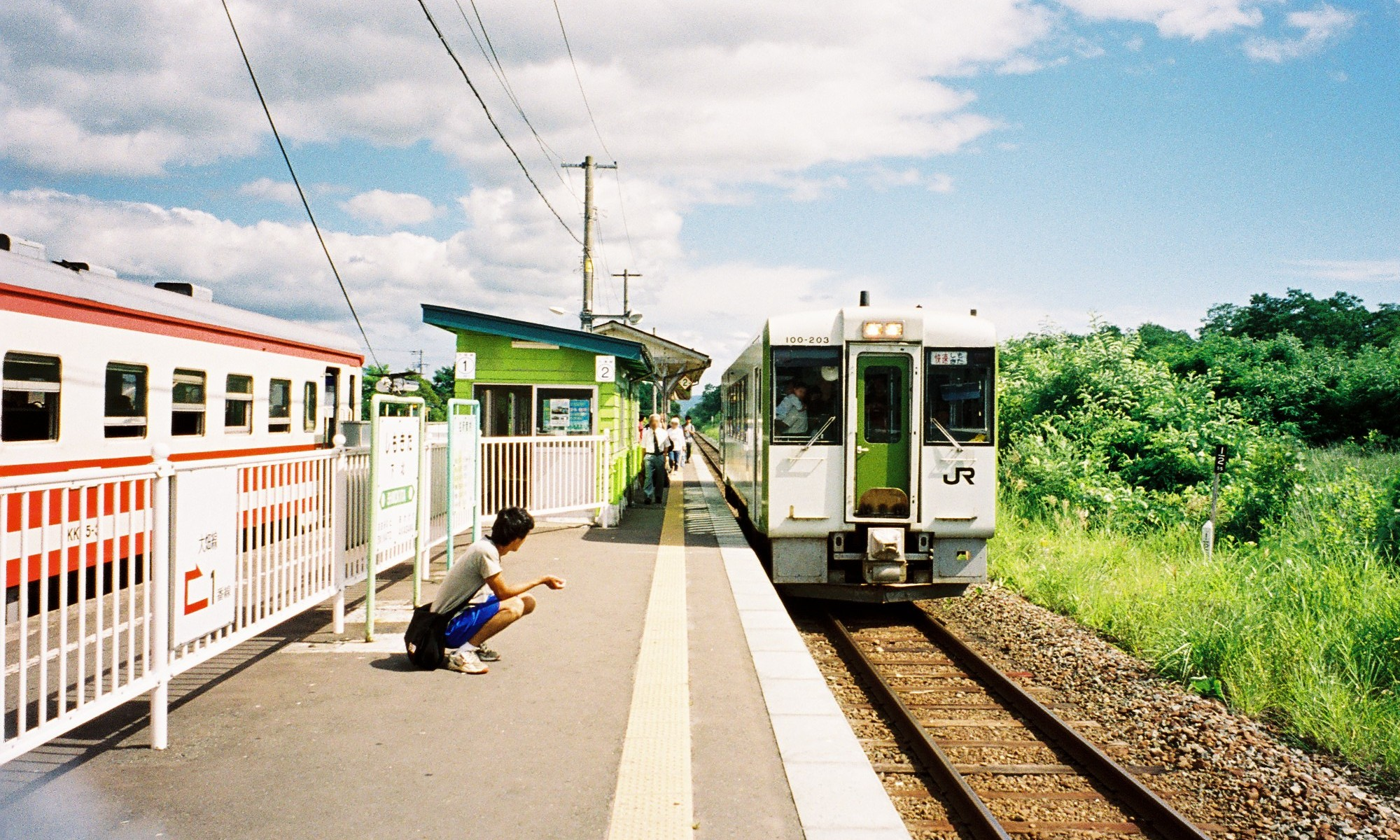
Treno in arrivo alla stazione di Shimokita, la più settentrionale dello Honshū

La linea Ōminato (津軽線?, Ōminato-sen) è assieme alla linea Tsugaru la più settentrionale delle linee ferroviarie dell'Honshū e si allunga nel lato occidentale della penisola di Shimokita nella prefettura di Aomori in Giappone. Questa è l'unica linea di tutta la rete Japan Railways ad essere isolata, in quanto al suo capolinea sud di Noheji l'unico trasbordo possibile è sulla ferrovia Aoimori, che non è gestita dalla JR.

## Storia
Il 20 marzo 1921 venne inaugurata la ferrovia leggera di Ōminato (大湊軽便線?, Ōminato-keibensen) fra le stazioni di Noheji e Mutsu-Yokohama. La linea venne poi estesa all'attuale capolinea di Ōminato il 25 settembre dello stesso anno, e nazionalizzata l'anno successivo.
Dal 1968 iniziarono i servizi espressi Natsudomari diretti dalla stazione di Aomori su base stagionale. L'espresso divenne in seguito un rapido, e rinominato prima Usori e quindi Shimokita. Dal 1º febbraio 1984 sono stati terminati anche i servizi merci sulla ferrovia, e dal 1987 la linea è sotto il controllo della JR East. Nel 2002 sono partiti alcuni treni stagionali Kirakira Michinoku, e un numero limitato di treni Shimokita è stato prolungato sulla stazione di Hachinohe anziché Noheji.
Il 4 dicembre 2010, in concomitanza con l'estensione ad Aomori del Tōhoku Shinkansen, la porzione della linea principale Tōhoku fra Hachinohe e Aomori è stata concessa alla Ferrovia Aoimori, e questo ha portato la linea Ōminato ad essere isolata direttamente da altre linee JR.

## Stazioni
| Stazione       | Giapponese | Distanza | Distanza | Rapido | Collegamenti     | Posizione | Posizione |
| Stazione       | Giapponese | Interst. | Totale   | Rapido | Collegamenti     | Posizione | Posizione |
| -------------- | ---------- | -------- | -------- | ------ | ---------------- | --------- | --------- |
| Noheji         | 野辺地     | -        | 0.0      | ●      | Ferrovia Aoimori | Noheji    | Aomori    |
| Kita-Noheji    | 北野辺地   | 2.8      | 2.8      | ｜     |                  | Noheji    | Aomori    |
| Arito          | 有戸       | 6.3      | 9.6      | ｜     |                  | Noheji    | Aomori    |
| Fukkoshi       | 吹越       | 13.4     | 23.0     | ｜     |                  | Noheji    | Aomori    |
| Mutsu-Yokohama | 陸奥横浜   | 7.1      | 30.1     | ●      |                  | Noheji    | Aomori    |
| Arihata        | 有畑       | 5.9      | 36.0     | ｜     |                  | Yokohama  | Aomori    |
| Chikagawa      | 近川       | 6.7      | 42.7     | ○      |                  | Mutsu     | Aomori    |
| Kanayasawa     | 金谷沢     | 5.0      | 47.7     | ｜     |                  | Mutsu     | Aomori    |
| Akagawa        | 赤川       | 5.5      | 53.2     | ｜     |                  | Mutsu     | Aomori    |
| Shimokita      | 下北       | 2.3      | 55.4     | ●      |                  | Mutsu     | Aomori    |
| Ōminato        | 大湊       | 2.9      | 58.4     | ●      |                  | Mutsu     | Aomori    |

●: Fermano tutti i rapidi
○: Fermano alcuni rapidi